# Торденшельд, Педер
Петер Янсен Вессель (дат. Peter Jansen Wessel), более известный как Педер Торденшельд (встречаются также варианты написания Петер Торденшельд, но правильнее Петер Торденскьоль; дат. Peder Tordenskjold; 28 октября 1691 — 20 ноября 1720) — видная фигура датского флота во время Северной войны. Благодаря своим заслугам смог дослужился до чина вице-адмирала.

## Юность и начало карьеры
Родился в Тронхейме в Норвегии. Был десятым ребёнком в семье члена городского совета Яна Весселя. Петер был диким, неуправляемым ребёнком, доставлявшим множество неприятностей своим благочестивым родителям. В конце концов однажды он незаметно пробрался на корабль, отправлявшийся в Копенгаген. В Копенгагене королевский капеллан Педер Есперсен помог ему устроиться юнгой на корабль, отходивший в Вест-Индию, а также оплатил ему место в кадетской школе. После нескольких плаваний в Гвинею и Ост-Индию Вессель 7 июля 1711 года получил звание 2-го лейтенанта в датском королевском флоте, а вскоре его назначили капитаном на 4-пушечный шлюп Ormen, на котором он выполнял разведывательные операции у шведского побережья. Торденшельд также командовал 6-пушечным кораблём Lindorm, а чуть ранее занимал пост первого помощника на 26-пушечном фрегате Postillion.

## Подвиги во время Северной войны
В июне 1712 года он, несмотря на возражения датского адмиралтейства, считавшего его ненадёжным, был назначен капитаном 20-пушечного фрегата Løvendals Gallej. Покровителем Весселя был норвежский адмирал Вальдемар Лёвендаль, который первым распознал в молодом человеке задатки талантливого военно-морского офицера. Вессель уже был известен своей храбростью, с которой он, несмотря ни на что, атаковал любой шведский корабль, а также своим искусством навигатора, благодаря которому ему всегда удавалось избегать плена.
Северная война в тот момент вступила в свою заключительную фазу, и Швеция, осаждённая врагами со всех сторон, использовала свой флот в основном для перевозки войск и грузов в свои находящиеся в бедственном положении германские провинции. Отважный Вессель всеми силами чинил препятствия шведскому флоту, постоянно нападая на транспортные суда, дерзко проникая во фьорды.

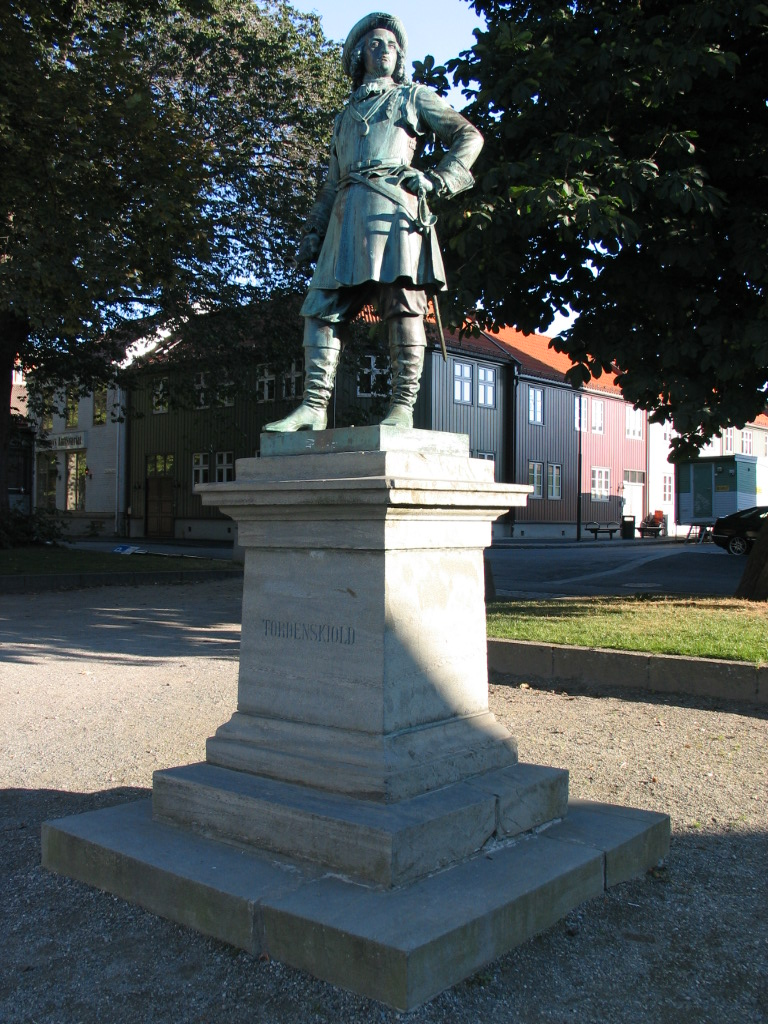
Статуя Торденшельда в Тронхейме

26 июля 1715 года около Линдеснеса Вессель обнаружил фрегат Olbing Galley, который по штату считался 36-пушечным, однако нёс только 28 орудий. Снаряжённый в Англии фрегат предназначался для шведов и сейчас под командованием английского капитана Бактмана держал курс на Гётеборг. Вессель немедленно атаковал его, однако встретил в лице английского капитана достойного противника. Сражение продолжалось весь день и было прервано только с наступлением темноты. На рассвете бой возобновился и длился до тех пор пока у Весселя не закончились боеприпасы. Не выявивший победителя десятичасовой бой стоил экипажу Весселя 7 человек убитыми и 21 раненым.
Действия и манера поведения Весселя нажили ему множество врагов среди офицеров датского флота. Его обвиняли в том, что своими действиями он подвергает ненужной опасности корабли его величества. За сражение с английским фрегатом Вессель предстал перед трибуналом. Но та сила духа, с которой он защищался в суде, и то презрение, которое он выказал по отношению к своим более осмотрительным коллегам по оружию, завоевали расположение датского короля Фредерика IV, закрывшего дело и присвоившего Весселю чин капитана.
Прибытие в 1715 году шведского короля Карла XII из Турции в Штральзунд вселило надежду в павшие духом шведские войска. В это же время Вессель активно участвовал в стычках с врагом у побережья Шведской Померании, в которых наносил значительный урон шведскому судоходству, топя и сжигая транспортные корабли шведов. По возвращении в Данию он был возведён в дворянское достоинство, получив имя Торденшельд (дат. «громовой щит»).
Когда в ходе 1716 года Карл XII вторгся в Норвегию и осадил крепость Фредриксхальд, Торденшельд, внезапно атаковав шведскую эскадру, состоявшую из транспортов, гружёных припасами и вооружением для осаждающей армии, загнал её в узкий Дюнекилен-фьорд и полностью разгромил при минимальных потерях со своей стороны (См. Битва при Дюнекилне). Шведский король вскоре был вынужден снять осаду.
За это победу Торденшельд был повышен в звании до командора и получил под своё командование каттегатскую эскадру. Первым серьёзным заданием, возложенным на эскадру Торденшельда в начале 1717 года, было уничтожение шведского флота, базировавшегося в Гётеборге и совершавшего оттуда нападения на торговые корабли, следовавшие из Норвегии в Данию и обратно. Из-за предательства нескольких офицеров эскадры, нежелавших служить под командованием молодого искателя приключений, Торденшельду не удалось выполнить поставленную задачу. Враги Торденшельда не приминули воспользоваться его неудачей. Против него вновь было выдвинуто обвинение в безрассудстве, и в 1718 году ему опять пришлось предстать перед судом. Однако в дело вновь вмешался его старый покровитель адмирал Ульрик Кристиан Гюлленлёве, и обвинение с него было снято.
В декабре 1718 года Торденшельд принёс Фредерику IV приятную весть о смерти Карла XII. За своё усердие Торденшельду было присвоено звание контр-адмирала. Последним его боевым подвигом был захват шведской крепости Карлстен. Перед этим он частично уничтожил, частично захватил гётеборгскую эскадру, которой так часто удавалось ускользать от него (однако захватить крепость Новый Ольфсборг в гавани Гётеборга не сумел). В результате Торденшельд получил чин вице-адмирала.

## Гибель
Торденшельд после окончания войны прожил недолго. 20 ноября 1720 года неподалёку от Ганновера он был убит на дуэли известным бретером и карточным шулером, полковником Якобом Акселем Сталем фон Гольштейном. Он дрался с фон Голштейном, имея в руке лишь парадную рапиру, в то время как фон Гольштейн был вооружён тяжёлым палашом (принадлежавшим к типу «Karolinerverge», «каролинский палаш»). Торденшельд не захотел отказаться от участия в дуэли даже несмотря на то, что его рапира была заведомо слабее палаша соперника. Дуэль была спровоцирована ссорой с фон Гольштейном, честь которого Торденшельд задел, назвав его карточным шулером. Словесная перепалка переросла в драку, в которой верх одержал Торденшельд. Фон Гольштейн попытался выхватить палаш, но ему это не удалось. Тогда Торденшельд нанёс ему удар эфесом шпаги. Тот потребовал сатисфакции, и было решено, что дуэль состоится на пистолетах — оружии, которым Торденшельд великолепно владел. Однако фон Гольштейн подстроил так, чтобы дуэль состоялась на шпагах. Для этого он убедил человека, у которого хранились дуэльные пистолеты, что дело разрешилось миром и необходимости появляться на месте дуэли нет. В итоге, у Торденшельда в руках осталась только парадная рапира, и его противнику удалось нанести смертельный удар, повредив при этом две артерии. Торденшельд упал на спину и вскоре скончался на руках у своего слуги.
Его тело было перевезено в Копенгаген и без особых церемоний погребено в церкви Холмена, поскольку, по датским законам, участников дуэлей было запрещено предавать земле по христианскому обычаю.

## Память
В честь Педера Торденшельда были названы ряд кораблей военно — морского флота: датский парусный линейный корабль постройки 1854 года; броненосцы береговой обороны — датский постройки 1882 года и норвежский постройки 1897 года; датский корвет постройки 1982 года.

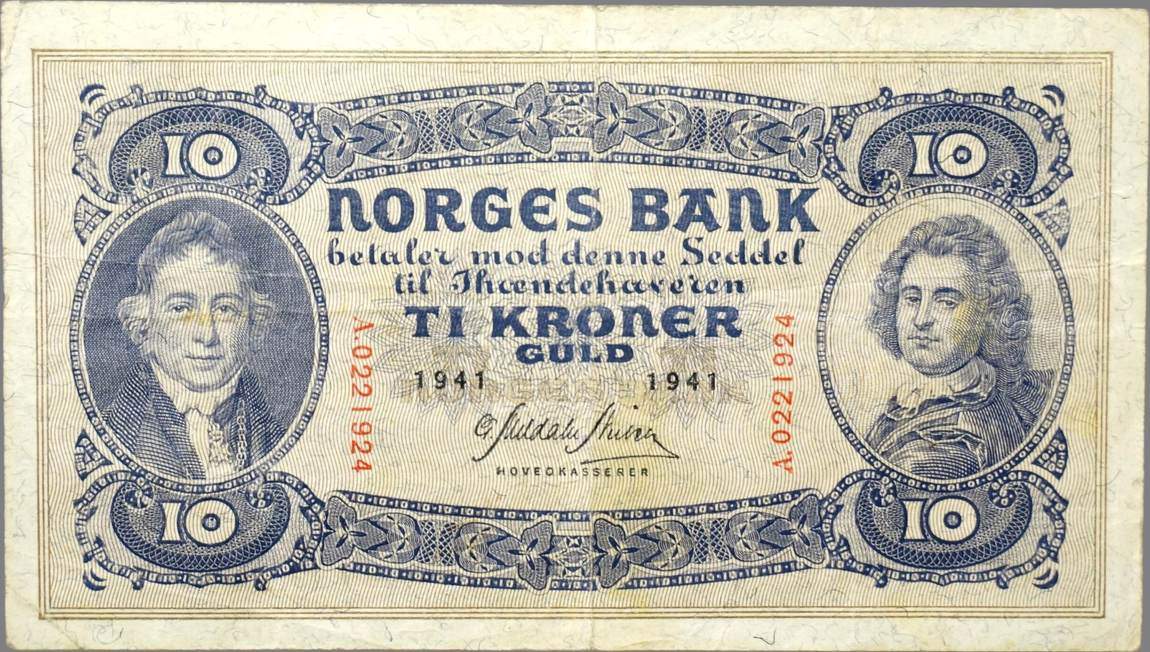
Портрет Педера Торденшельда (справа) на 10 норвежских кронах 1939 года

- Педер Торденшельд изображён на 10 и 100 норвежских кронах 1939—1942 гг.